# Володарская (Орловская область)
Володарская — деревня в Глазуновском районе Орловской области. Входит в состав Медведевского сельского поселения.

## Гидросистема
Деревня расположена при пруде и вдоль вытекающего из этого пруда ручья (на северо-западной окраине, неподалеку от остатков Тороповского леса), протекающего по балке Савакинский Луг. Этот ручей сливается с другим ручьём, который вытекает из балки Сыркова Яма (близ деревни Преображенская), образуя правый приток реки Руда близ урочища Шушеровский Луг на высоте 198 м.

## История
Название «Собакино» происходит от фамилии помещиков — старинного боярского рода, одна из представительниц которого, Марфа Васильевна Собакина, была третьей женой Ивана Грозного. В XVIII веке село принадлежало Михаилу Григорьевичу Собакину (1720—1773), сенатору и поэту, который считается поэтом «школы Василия Тредиаковского», поскольку он пользовался в стихосложении его тоническим стихом.
Согласно ревизским сказкам помещичьих крестьян и дворовых людей Орловского уезда за 1782 год, в селе Архангельском и деревне Рыбнице на момент третьей ревизии 1763 года имелись вотчины «государственной иностранных дел канцелярии советника Михайлы Григорьева Собакина (Сабакина)», в которых насчитывалось общей сложностью 418 крепостных душ обоего пола.
После него село досталось его родному племяннику, подпоручику лейб-гвардии Измайловского полка Петру Александровичу Собакину. В 1774 году подпоручик Петр Собакин пытался его продать, о чём помещено объявление в прибавлении к «Санкт-Петербургским ведомостям»: «Лейбгвардïи Измайловскаго полку подпорутчика Петра Собакина продаётся недвижимое имѣнïе: <…> въ Орловском уѣздѣ, въ Тачуковскомъ стану, село Архангельское и деревня Рыбница, въ нихъ мужеска полу 164 души <…> желающимъ купить, о цѣнѣ спросить въ Санктпетебургѣ въ домѣ г. адмиральши Прасковьи Яковлевны Митяевой близь Аничкова мосту из дворецкаго ея Ивана Урлиха, а въ Москвѣ въ домѣ его Собакина, стоящемъ въ Беломъ городѣ подлѣ пушечнаго двора у служителя Дмитрïя Евреинова». Женат Петр Александрович Собакин был на княжне Марфе Петровне Голицыной.
На момент генерального межевания село Архангельское с деревней Рыбница Орловского уезда Орловской губернии принадлежало Татьяне Григорьевне Собакиной (девице на 1776/1780 гг.), владевшей также обширными имениями в Тульском уезде Тульской губернии. Село, по межеванию, находилось «на левой стороне дву безымянных оврагов».
Сын П. А. Собакина камергер Александр Петрович Собакин был женат на виконтессе Елизавете де Полиньяк. Брак был бездетным и после его смерти в 1837 году имения в Архангельском и Рыбнице перешли к Елизавете Петровне Собакиной — его родной и незамужней сестре. Когда и она скончалась к середине 40-х годов, эта ветвь старинного дворянского рода Собакиных пресеклась.
Другое название (Архангельское) село получило по названию церкви св. Архистратига Михаила, которая значится в списке Церквей города Орла и его уезда по ведомости 1734 года (Тайчукова стана). По ведомости 1755 г., «село Архангельское, что в Собакине. Церковь св. Архангела Михаила. Приходских дворов 140». Она называлась также Михаило-Архангельской церковью (Орловского уезда) Эта церковь служила приходом для жителей окрестных деревень, в том числе, для жителей сельца Горохово (ныне — Старое Горохово Свердловского района Орловской области), уроженцем которой был писатель Николай Лесков: «Архангельское (Собакино), село, при пруде, 49 верст от Орла, 37 дворов». Именно в этой церкви в 1831 году крестили Лескова: «…Лесков родился в среду, 4 февраля 1831 года по старому стилю, в день Преподобного Николая-Исповедника, игумена Студийского, в сельце Горохово (оно же Подлесное), что в приходе села Архангельское, оно же Собакино, Орловского уезда и губернии, в имении Михаила Андреевича Страхова».
Российский врач и родной дядя Лескова Сергей Петрович Алферьев (4 октября 1816 — 31 марта 1884) оставил конспект своей биографии, в котором упоминается церковь в Собакине:

I период 1816—1826. Моё рождение в Орле. — Ранние годы детства в Горохове. — Кормилица Варвара. Позднейшие годы, о которых сохранились воспоминания: Кирасиры, Кельнер, Герцог, Жильберт, Черемисинов, Языков, Воронин. — Учителя: M-r Louis, Дюсосе; Афросим Степанович Птицын, Лаваль. — Соседи: Зиновьева и её карлик, Осипов, Афросимовы, Шуманские, Клепаков, Ефимовы, Сабуров. — Приходское село — Собакино: церковь — духовенство, говенье, светлые праздники; святки; Троицын день. Развлечения: бильярд, гитара, рыбная ловля. Чибрик, серенькая лошадка. — Замужество сестры — болезнь моя, когда оставались одни.

| Номер по генеральному плану | В которой части плана | Звание дач                                                                                | Число дворов | По ревизии душ | По ревизии душ | Под усадьбой | Под усадьбой | Пашни | Пашни | Сенных покосов | Сенных покосов | Лес  | Лес  | Неудобные места | Неудобные места | Всего       | Всего      | Краткое экономическое примечание |
| --------------------------- | --------------------- | ----------------------------------------------------------------------------------------- | ------------ | -------------- | -------------- | ------------ | ------------ | ----- | ----- | -------------- | -------------- | ---- | ---- | --------------- | --------------- | ----------- | ---------- | --- |
| Номер по генеральному плану | В которой части плана | Звание дач                                                                                | Число дворов | Мужчин         | Женщин         | Десятины     | Сажени       | Дес.  | Саж.  | Дес.           | Саж.           | Дес. | Саж. | Дес.            | Саж.            | Дес.        | Саж.       | Краткое экономическое примечание |
| 240                         | 2                     | «Село Архангельское з деревней Рыбницей Татьяны Григорьевны Сабакиной в беспорном отводе» | 26           | 170            | 169            | 10           | 800          | 939   | 1042  | 401            | 980            | 112  | 1553 | 72 (44)         | 2076 (208)      | 1536 (2044) | 1651 (208) | «Село на левой стороне дву безымянных оврагов. Церковь архистратига Михаила. Господской дом деревянныя с садом. Деревня на правой стороне безымяннаго оврага и по обе стороны реки Рыбницы на коей пруд с мелницею о дву поставах. Земля чёрная. Хлеб средственной. Покосы лутчия. Лес дровеной. Крестьяне на пашне» |
| 240                         | 2                     | «Да спорами отведено»                                                                     |              |                |                |              |              |       |       |                |                |      |      |                 |                 |             |            | «Село на левой стороне дву безымянных оврагов. Церковь архистратига Михаила. Господской дом деревянныя с садом. Деревня на правой стороне безымяннаго оврага и по обе стороны реки Рыбницы на коей пруд с мелницею о дву поставах. Земля чёрная. Хлеб средственной. Покосы лутчия. Лес дровеной. Крестьяне на пашне» |
| 240                         | 2                     | «В первом к № 233-му»                                                                     |              |                |                | 13           | 128          | 114   | 376   | 4              | 400            |      |      | 1               | 1896            | 133         | 400        | «Село на левой стороне дву безымянных оврагов. Церковь архистратига Михаила. Господской дом деревянныя с садом. Деревня на правой стороне безымяннаго оврага и по обе стороны реки Рыбницы на коей пруд с мелницею о дву поставах. Земля чёрная. Хлеб средственной. Покосы лутчия. Лес дровеной. Крестьяне на пашне» |
| 240                         | 2                     | «Во втором на отыскиваемую целою пустош Дикое поле»                                       |              |                |                | 6            | 496          | 172   | 1899  | 31             | 1600           |      |      | 3               | 596             | 213         | 2191       | «Село на левой стороне дву безымянных оврагов. Церковь архистратига Михаила. Господской дом деревянныя с садом. Деревня на правой стороне безымяннаго оврага и по обе стороны реки Рыбницы на коей пруд с мелницею о дву поставах. Земля чёрная. Хлеб средственной. Покосы лутчия. Лес дровеной. Крестьяне на пашне» |
| 240                         | 2                     | «В третьем на Дикое поле поверенным графа Чернышова»                                      |              |                |                |              |              | 802   | 187   | 213            | 798            |      |      | 48              | 2300            | 1064        | 885        | «Село на левой стороне дву безымянных оврагов. Церковь архистратига Михаила. Господской дом деревянныя с садом. Деревня на правой стороне безымяннаго оврага и по обе стороны реки Рыбницы на коей пруд с мелницею о дву поставах. Земля чёрная. Хлеб средственной. Покосы лутчия. Лес дровеной. Крестьяне на пашне» |
| 240                         | 2                     | «В четвёртом к № 246-му»                                                                  |              |                |                |              |              | 164   | 351   | 6              | 800            | 9    | 216  | 3               | 100             | 182         | 1467       | «Село на левой стороне дву безымянных оврагов. Церковь архистратига Михаила. Господской дом деревянныя с садом. Деревня на правой стороне безымяннаго оврага и по обе стороны реки Рыбницы на коей пруд с мелницею о дву поставах. Земля чёрная. Хлеб средственной. Покосы лутчия. Лес дровеной. Крестьяне на пашне» |

В XIX веке селом владел археолог и нумизмат князь Александр Александрович Сибирский (1824—1879). Ему же принадлежала по соседству д. Рыбницы, где находилось его родовое имение, в котором он умер. Эти владения он унаследовал от матери, Варвары Александровны (урождённой Собакиной).
По названию села называлась волость — Собакинская волость, куда входили: село Собакино-Архангельское, д. Рыбница — б. князя Сибирского; сельцо Преображенское-Глебово (ныне деревня Преображенская, известная также под названием «Дальнее Глебово») — б. Бреверн; сельцо Ивановское — б. графа Орлова-Давыдова; сельцо Озерна-Сергиевское (ныне — нежилая деревня Озерна, или Зерна) — б. Орловых; сельцо Архангельское-Горчаково — б. Шуманского; сельцо Горчаково-Красная Рыбница (ныне Красная Рыбница) — б. Савич; сельцо Горохово (Подлесное, Круглое Болото; ныне — Старое Горохово) — б. И. М. Страхова.
Собакинская волость в Орловском уезде переименована в Володарскую 25 апреля 1919 г.
10 июня 1954 года деревни Преображенская (Дальнее Глебово) и Собакино, а также посёлок имени Володарского (Володарский посёлок) были переданы из Краснознаменского сельсовета в состав Медведевского сельсовета.
В 1961 году указом Президиума Верховного Совета РСФСР деревня Собакино переименована в Володарскую.

## Население
| 2010 |
| ---- |
| 10   |

## Памятники истории
Церковь разрушена, сохранилось только сельское кладбище со старинным склепом. На кладбище есть памятник неизвестному воину-лётчику, павшему в летнем сражении в боях с фашистскими захватчиками на Орловско-Курской дуге в 1943 году, захоронение 1943 года. Памятник установлен в 1958 году.